# Mazama nana
La corzuela menor o corzuela pigmea (Mazama nana) es una especie de cérvido que habita las selvas del sudeste de Brasil, este de Paraguay y el noreste de Argentina (provincias de Misiones y probablemente Corrientes).en la provincia del Chaco - Argentina habita en gran cantidad,tanto es así que una localidad importante lleva su nombre 

## Características
Es uno de los ciervos sudamericanos más pequeños, con una altura en la cruz de 45 centímetros y un peso corporal de entre 8 y 15 kilos.
Presenta una coloración parduzca en la mayor parte del cuerpo con excepción de la mitad inferior de las patas, que son negras. Solo los machos desarrollan una pequeña cornamenta simple, de 7 u 8 centímetros, siendo más cortas que sus relativamente grandes orejas. Como sucede en muchos mamíferos pequeños de entornos selváticos, presentan una grupa elevada.